# Atributos do faraó

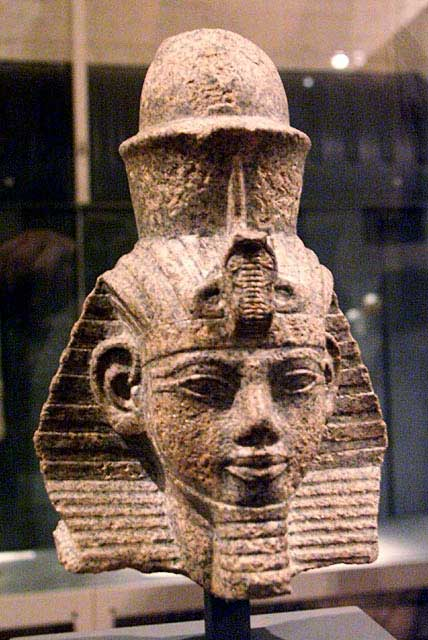
Amenófis III

Na iconografia egípcia, os faraós distinguiam-se dos seus súbditos pelos seus atributos que eram símbolos da sua função. As divindades, detentoras originais do poder, podem igualmente portar algumas destas insígnias. As mais frequentes eram:
- Nemés, um toucado
- Pesxente, a coroa egípcia
  - Hedjete, a coroa branca do Alto Egito
  - Dexerete, a coroa vermelha do Baixo Egito
- Queprexe, casco de guerra
- Ureu, a cobra fêmea que tinha a função de defender ao faraó dos seus inimigos
- Barba postiça, reservada ao faraó e aos deuses antropomórficos.
- Nekhekh, mangual de Osíris